# Ministère de l'Éducation (république de Chine)
Pour les articles homonymes, voir Ministère de l'Éducation.
Le ministère de l'Éducation (officiellement en anglais : Ministry of Education (MOE), en chinois traditionnel : 教育部 ; pinyin : Jiàoyù bù) est un des ministères de la branche exécutive du gouvernement de la république de Chine (en), chargé des affaires relatives au système éducatif.

## Histoire
Le ministère est créé en 1912, lors de l'instauration de la république de Chine.

## Structure
Parmi l'organisation interne du ministère, on retrouve :

### Départements administratifs
- Department of Planning
- Department of Higher Education
- Department of Technological and Vocational Education
- Department of Lifelong Education
- Department of International and Cross-Strait Education
- Department of Teacher and Art Education
- Department of Information and Technology Education
- Department of Student Affairs and Special Education

### Départements du personnel
- Department of Secretarial Affairs
- Department of Personnel
- Department of Civil Service Ethics
- Department of Accounting
- Department of Statistics
- Department of Legal Affairs

### Agences
- Sports Administration
- K-12 Education Administration
- Youth Development Administration

### Institutions affiliées
- National Academy for Educational Research
- National Central Library
- National Museum of Marine Biology and Aquarium
- National Museum of Natural Science
- National Science and Technology Museum
- National Taiwan Science Education Center
- National Education Radio
- National Library of Public Information
- National Taiwan Library
- National Taiwan Arts Education Center
- National Museum of Marine Science and Technology